# Bernstadt a. d. Eigen
Bernstadt auf dem Eigen (amtlich: Bernstadt a. d. Eigen, sorbisch Bjernadźicy) ist eine sächsische Landstadt im Landkreis Görlitz. Sie gehört zur Oberlausitz und liegt inmitten des Städtedreiecks Görlitz-Zittau-Löbau. Sie ist Teil und Verwaltungssitz der Verwaltungsgemeinschaft Bernstadt/Schönau-Berzdorf, die der kulturhistorischen Landschaft des Eigenschen Kreises weitgehend entspricht.

## Geographie

### Stadtgliederung und Eingemeindung
- Bernstadt auf dem Eigen,

1957:
- Kunnersdorf auf dem Eigen (seit 1994 wieder Ortsteil)

1994:
- Altbernsdorf auf dem Eigen,
- Buschschenkhäuser,
- Dittersbach auf dem Eigen,
- Kemnitz,
- Lehdehäuser und
- Russen.

## Geschichte

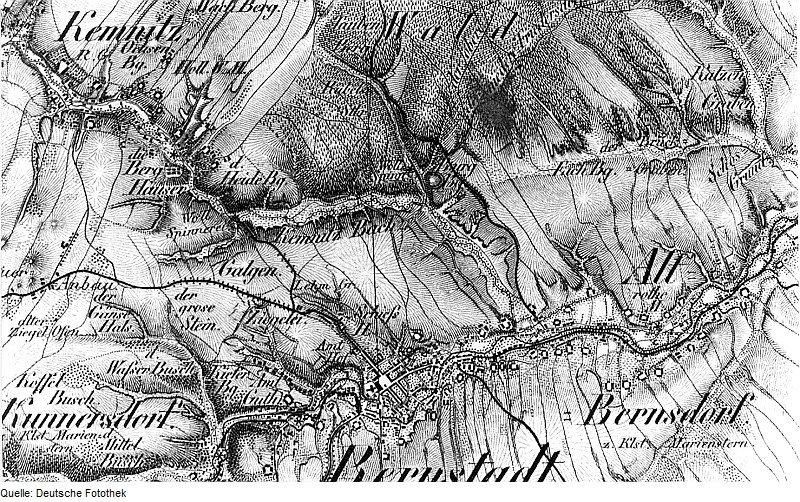
Karte von Oberreit mit Bernstadt auf dem Eigen um 1845

### Mittelalter
Bernstadt auf dem Eigen wurde am 22. September 1234 erstmals in einer Urkunde des Bischofs von Meißen als »Bernhardistorf« erwähnt.
Das Landstädtchen gehörte Jahrhunderte zur Herrschaft der Äbtissinnen des Klosters St. Marienstern. Gegen den Willen ihrer Herrschaft führten die Bernstädter in der Mitte des 16. Jahrhunderts die Reformation ein, was zu jahrzehntelangen Auseinandersetzungen mit den Äbtissinnen führte.
Als Gründer von Bernstadt werden die wohl edelfreien Herren von Schönburg vermutet. Bernstadt war Hauptort des Eigenschen Kreises in der Oberlausitz, der 1403 erstmals als „von dem Eygen“ erwähnt wurde. Hier gab es vorrangig Eigengüter, die also frei von Lehnsverpflichtungen waren. Um 1200 war der Eigensche Kreis durch Schenkung des Kaisers an das Bistum Meißen gekommen. Die Bischöfe verkauften den Eigenschen Kreis um 1240 an das Haus Schönburg. Die Schönburger gaben diesen Besitz an die mit ihnen verschwägerten Herren von Kamenz weiter. Durch Stiftungen und Verkauf gelangte dieser Besitz der Schönburger und Kamenzer Herren an das 1248 durch Bernhard III. von Kamenz, Bischof von Meißen, gegründete Zisterzienserinnenkloster St. Marienstern bei Kamenz.

### Ortsnamenformen
1234: Bernhardistorf, 1245: Bernardistorf, 1280: Bernhartstorf, 1285: Bernhardus et Otto fratres dicti de Bernhartsdorf, 1290: Bernhardsdorph, 1339: civitas Bernardi, 1352: Bernhartsdorff, 1384: Bernersdorf, 1401: Bernstorph, 1425: Bernsdurff, 1497: Bernstat, 1516: Bernstadt, 1566: Bernstettel.
Den sorbischen Namen gab Filip Rězak 1920 mit Bjenadźicy und Bjarnaćicy an, Walter Wenzel gab ihn 2008 als Bjernadźicy aber auch als Bjenadźicy wieder, erwähnte aber auch Benadźice als Namensform von 1719. Da die Stadt außerhalb des sorbischen Siedlungsgebietes liegt, gibt es keine amtlich verbindliche Form.

### Verwaltungszugehörigkeit
1835–1932: Kreishauptmannschaft Bautzen, 1932–1943: Kreishauptmannschaft Dresden-Bautzen, später Regierungsbezirk Dresden-Bautzen, 1952–1994: Kreis Löbau (Landkreis Löbau), 1994–2008: Landkreis Löbau-Zittau, seit 2008: Landkreis Görlitz.

### Einwohnerentwicklung
| Jahr | Einwohner            |
| ---- | -------------------- |
| 1600 | 34 besessene Mann    |
| 1777 | 304 besessene Bürger |
| 1834 | 1.608                |
| 1871 | 1.731                |
| 1890 | 1.228                |
| 1910 | 1.435                |
| 1925 | 1.548                |
| 1939 | 1.518                |
| 1946 | 1.994                |

| Jahr | Einwohner |
| ---- | --------- |
| 1950 | 2.127     |
| 1964 | 2.565     |
| 1990 | 2.342     |
| 2000 | 4.435     |
| 2007 | 3.959     |
| 2012 | 3.558     |
| 2013 | 3.510     |
| 2015 | 3.439     |

Quelle: Historisches Ortsverzeichnis von Sachsen

## Politik

### Stadtrat
Der Stadtrat besteht aus 14 Mitgliedern. Seit der Kommunalwahl am 9. Juni 2024 verteilen sie sich folgendermaßen auf die einzelnen Listen und Parteien:
- Freie Wählergemeinschaft Bernstadt: 13 Sitze
- AfD: 1 Sitz

| Stadtrat ab 2024Insgesamt 14 Sitze - FWG: 13 - AfD: 1 | Liste                              | 2024   | 2024   | 2019   | 2019   | 2014   | 2014   |
| Stadtrat ab 2024Insgesamt 14 Sitze - FWG: 13 - AfD: 1 | Liste                              | Sitze  | in %   | Sitze  | in %   | Sitze  | in %   |
| Stadtrat ab 2024Insgesamt 14 Sitze - FWG: 13 - AfD: 1 | Freie Wählergemeinschaft Bernstadt | 13     | 90,0   | 12     | 77,1   | 5      | 32,3   |
| Stadtrat ab 2024Insgesamt 14 Sitze - FWG: 13 - AfD: 1 | AfD                                | 1      | 10,0   | 1      | 12,1   | –      | –      |
| Stadtrat ab 2024Insgesamt 14 Sitze - FWG: 13 - AfD: 1 | CDU                                | –      | –      | 1      | 10,8   | 3      | 18,5   |
| Stadtrat ab 2024Insgesamt 14 Sitze - FWG: 13 - AfD: 1 | KL                                 | –      | –      | –      | –      | 3      | 18,8   |
| Stadtrat ab 2024Insgesamt 14 Sitze - FWG: 13 - AfD: 1 | DL                                 | –      | –      | –      | –      | 1      | 10,8   |
| Stadtrat ab 2024Insgesamt 14 Sitze - FWG: 13 - AfD: 1 | AL                                 | –      | –      | –      | –      | 1      | 8,0    |
| Stadtrat ab 2024Insgesamt 14 Sitze - FWG: 13 - AfD: 1 | BI                                 | –      | –      | –      | –      | 1      | 7,6    |
| Stadtrat ab 2024Insgesamt 14 Sitze - FWG: 13 - AfD: 1 | Linke                              | –      | –      | –      | –      | –      | 4,0    |
| Stadtrat ab 2024Insgesamt 14 Sitze - FWG: 13 - AfD: 1 | Wahlbeteiligung                    | 69,4 % | 69,4 % | 67,2 % | 67,2 % | 58,9 % | 58,9 % |

### Bürgermeister
Bürgermeister ist seit 2015 Markus Weise.
| Wahl | Bürgermeister | Vorschlag                    | Wahlergebnis (in %) |
| ---- | ------------- | ---------------------------- | ------------------- |
| 2022 | Markus Weise  | FWG – vereinigte Bürgerliste | 96,5                |
| 2015 | Markus Weise  | KL                           | 65,1                |
| 2008 | Gunter Lange  | Lange                        | 95,8                |
| 2001 | Gunter Lange  | Lange                        | 97,0                |

### Wappen
Die Wappengeschichte des Oberlausitzer Ortes Bernstadt ist inhaltlich ein wenig kurios. Bernstadt trägt zwar auf blauem Feld eine feste Mauer und einen Turm, die den Stadtstatus besonders unterstreichen – aber Bernstadt besaß nie eine geschlossene Mauer, nur drei Stadttore „schützten“ die Stadt. Diese fielen jedoch dem großen Stadtbrand von 1828 zum Opfer.
Im Jahr 1900 wurde das heute gültige Wappen bestätigt, das sich aber sehr eng an eine seit 1538 bestehende Form anlehnt. Zwischenzeitlich existierte ein Wappen mit waagerecht verlaufender zinnenloser Mauer. Ein Verleihungszeitpunkt ist nicht bekannt. Mit Sicherheit aber ist anzunehmen, dass das Wappen vom damaligen Besitzer Bernstadts, dem Kloster Marienstern bei Kamenz, verliehen wurde.

### Partnerschaften
Bernstadt unterhält Partnerschaften mit zwei Gemeinden, die ebenfalls den Namen Bernstadt tragen. Dies sind seit 1. Juni 1991 Bernstadt in Baden-Württemberg und seit 10. Mai 1997 die Stadt Bierutów (deutsch: Bernstadt an der Weide) in Polen.
Seit dem Oktober 2005 gibt es weitere Beziehungen zur Gemeinde Zawidów (deutsch: Seidenberg) in Polen, das betrifft die grenzüberschreitende Zusammenarbeit der Freiwilligen Feuerwehr und der Schulen.

## Kultur und Sehenswürdigkeiten

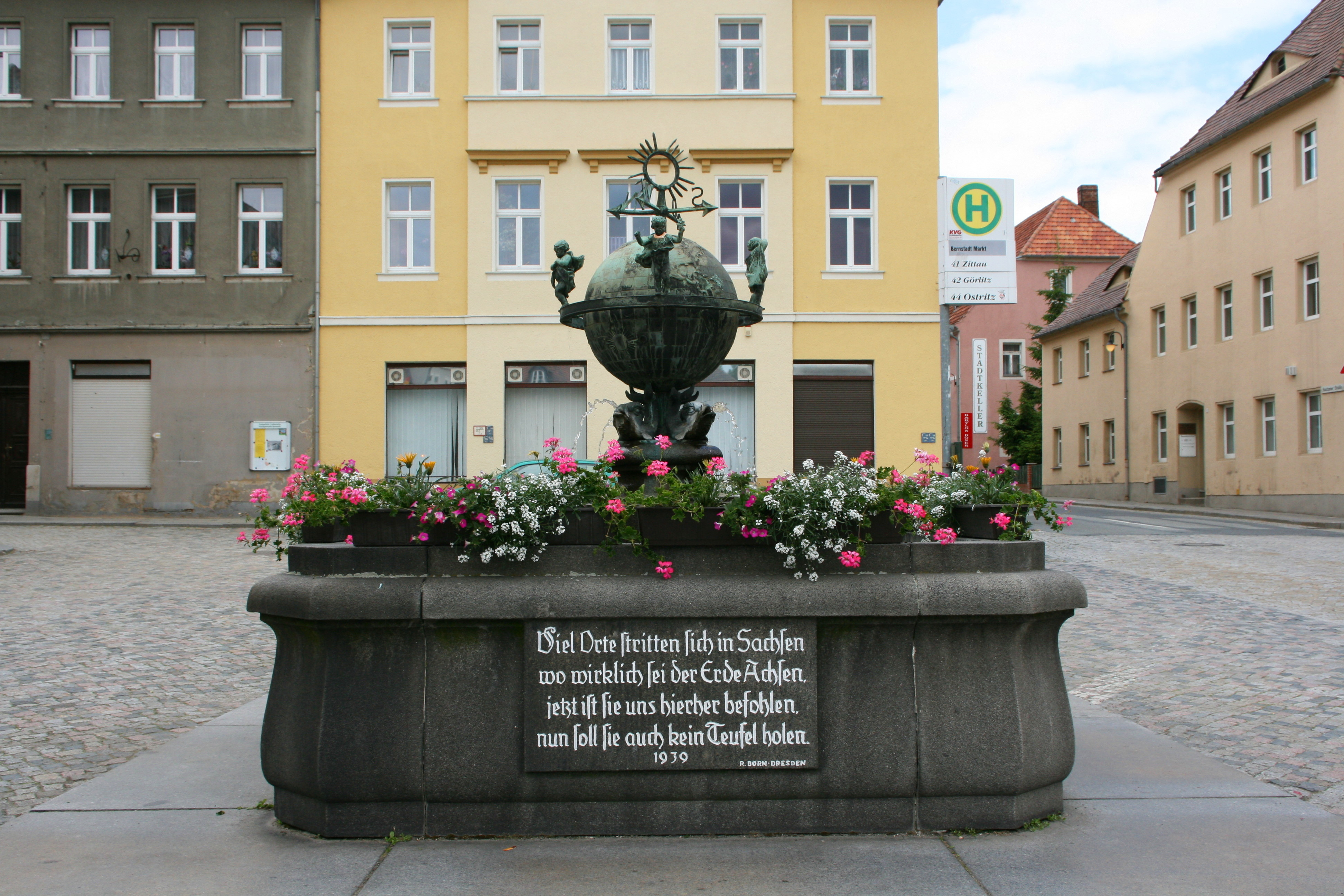
Erdachsenbrunnen auf dem Marktplatz von Rudolf Born (1939)

Die Kulturdenkmale sind in der Liste der Kulturdenkmale in Bernstadt a. d. Eigen erfasst.

### Sehenswürdigkeiten
- Marktplatz mit dem Erdachsenbrunnen und der evangelischen Kirche (800 Jahre)
- die historische geschlossene Stadtanlage aus dem Mittelalter
- und die einzigartige „Dachlandschaft“
- das Pließnitztal in Kunnersdorf (einige Fachwerkhäuser)
- der Kulturpark in Kemnitz
- Dittersbach mit einigen Umgebinde- und Fachwerkhäusern
- Altbernsdorf mit den typischen 3- und 4-Seitenhöfen

### Museen

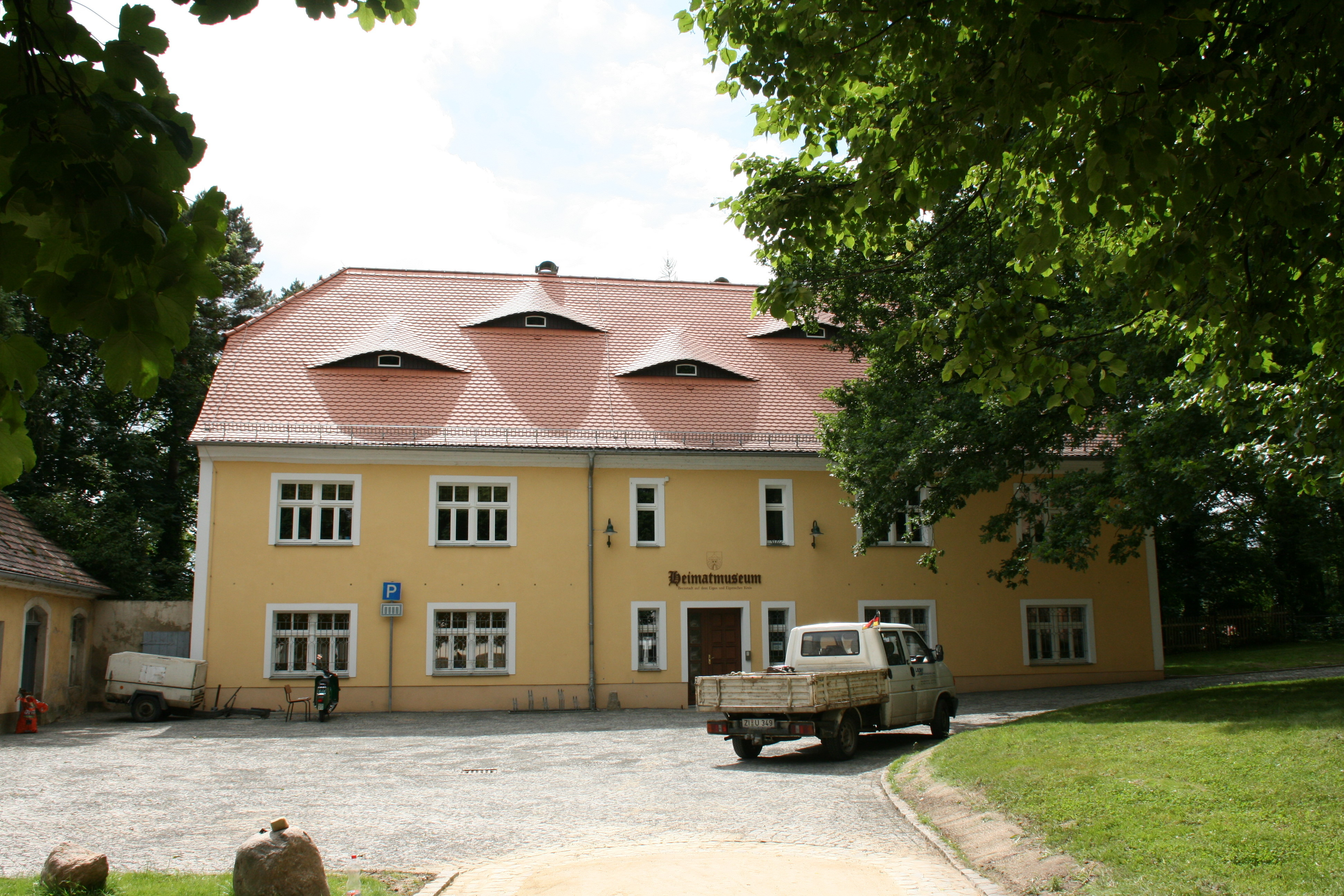
Museum in der Kirchgasse

- Heimatmuseum Bernstadt auf dem Eigen und Umgebung
- Heimatstube Dittersbach
- Traktorenmuseum Kemnitz

### Bauwerke

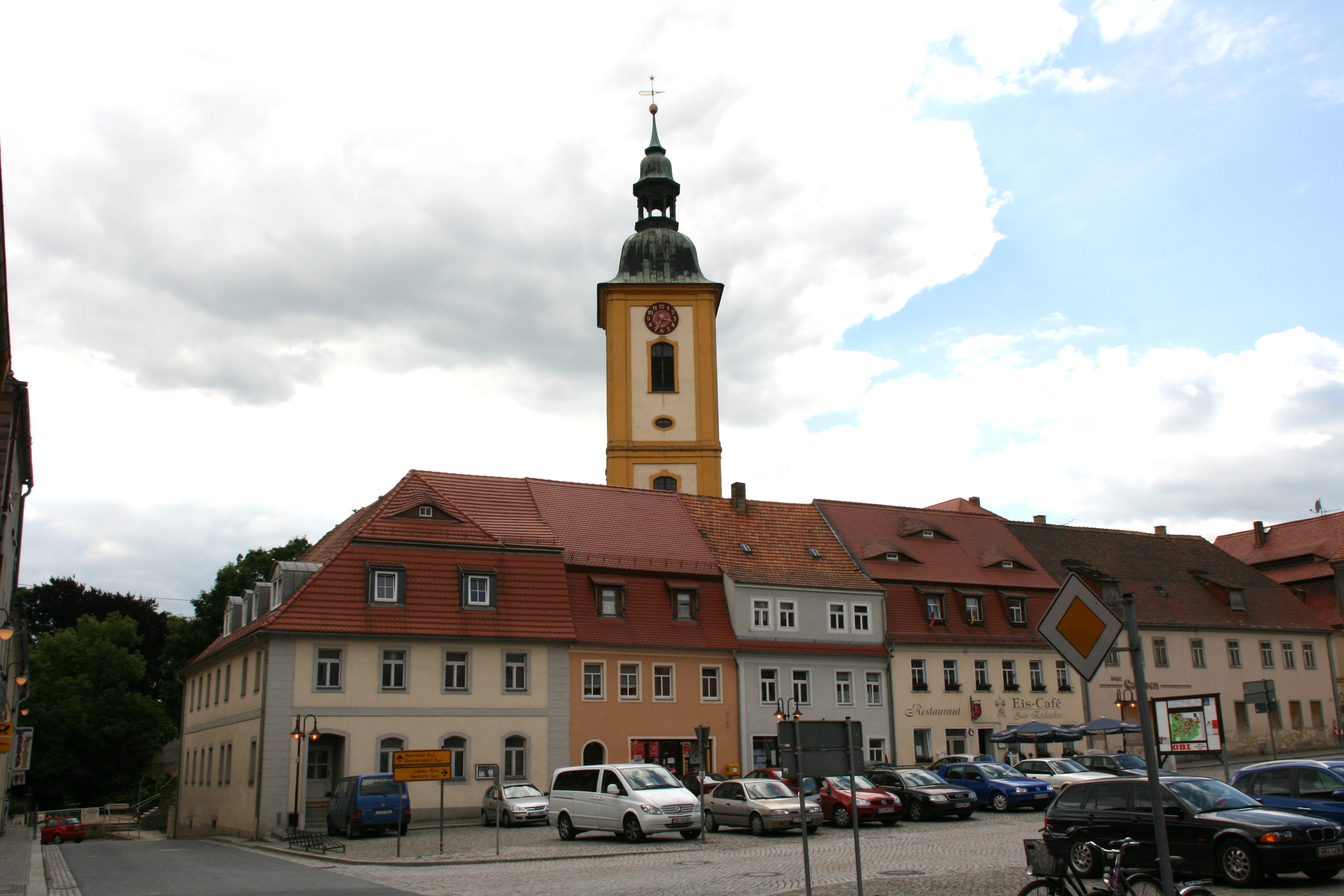
Restaurierte Häuser am Markt mit Turm der Marienkirche

- St.-Marien- und Heiligkreuz-Kirche der evangelischen Pfarrgemeinde mit ihrem 64 m hohen Turm, dem sie umgebenden Kirchplatz und der Kirchmauer aus dem 12. Jh.[12]
- Weitere Kirchbauten in Dittersbach und Kemnitz mit Friedhofsanlagen
- Kleine katholische Kirche in Kunnersdorf
- Bernstädter Friedhof mit der Kapelle
- Königlich-sächsischer Meilenstein (Abzweigstein) vom Postkurs Bernstadt–Löbau an der Russenstraße (Russenhäuser)
- Reste der ehemaligen Schmalspurbahn Herrnhut–Bernstadt

### Gedenkstätten
- Denkmal für die gefallenen Krieger der deutschen Einigungskriege (1870 und 1871)
- Denkmal für die Gefallenen des Ersten Weltkrieges (1914–1918)
- Denkmal für Klaus Riedel (1907–1944, Raketenpionier), 1993 von der Stadt errichtet[13]

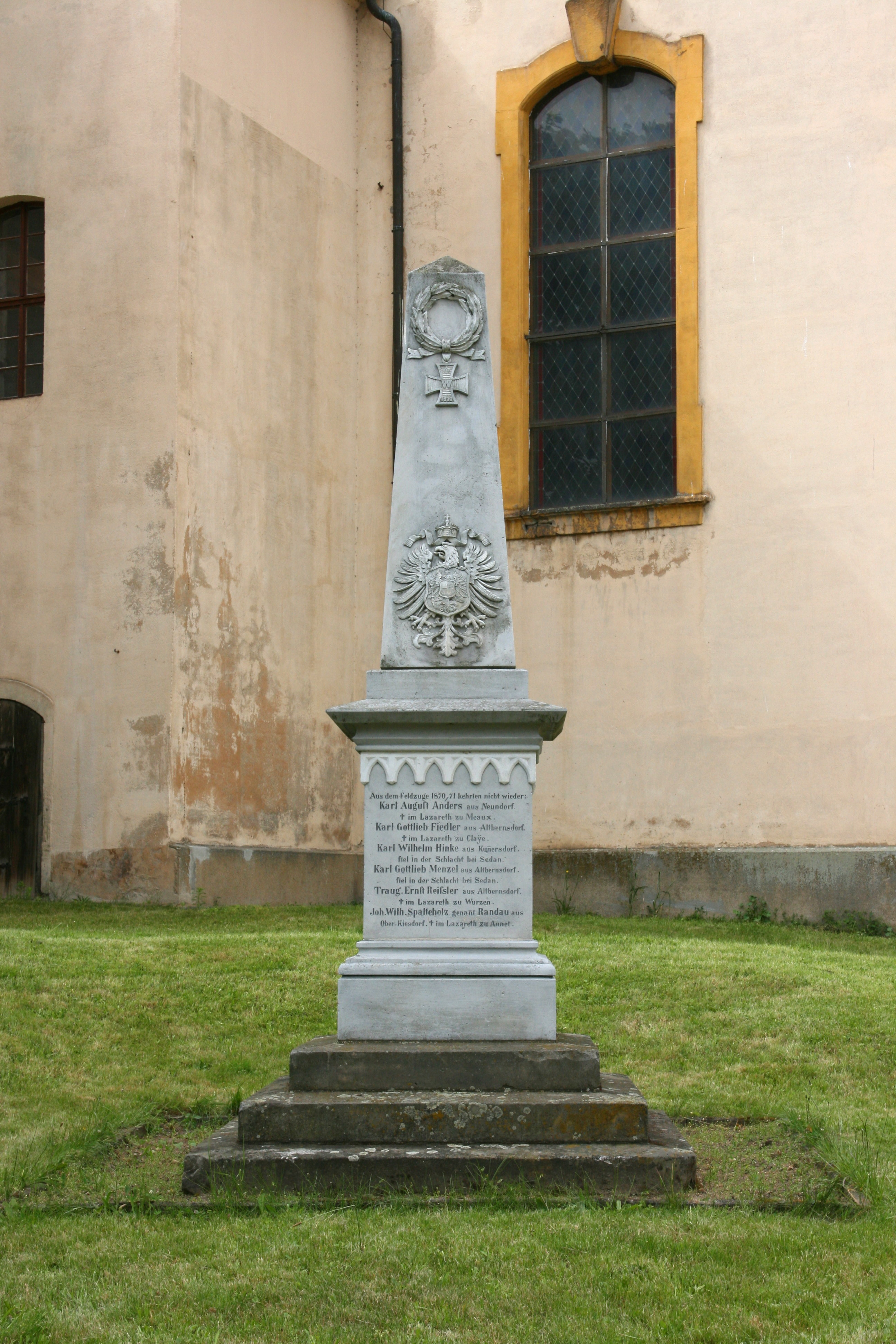
Denkmal für die Gefallenen der deutschen Einigungskriege
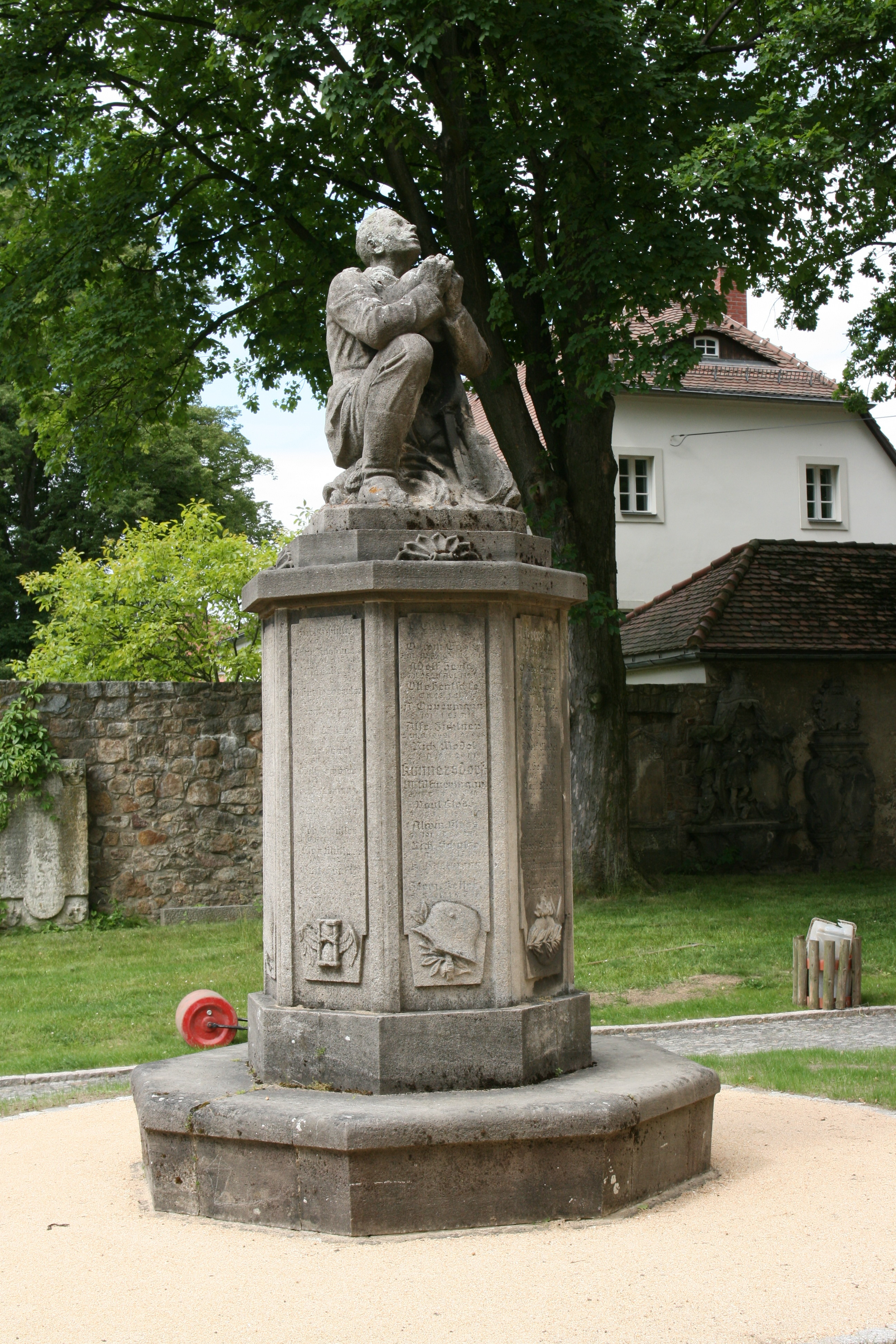
Gefallenendenkmal Erster Weltkrieg
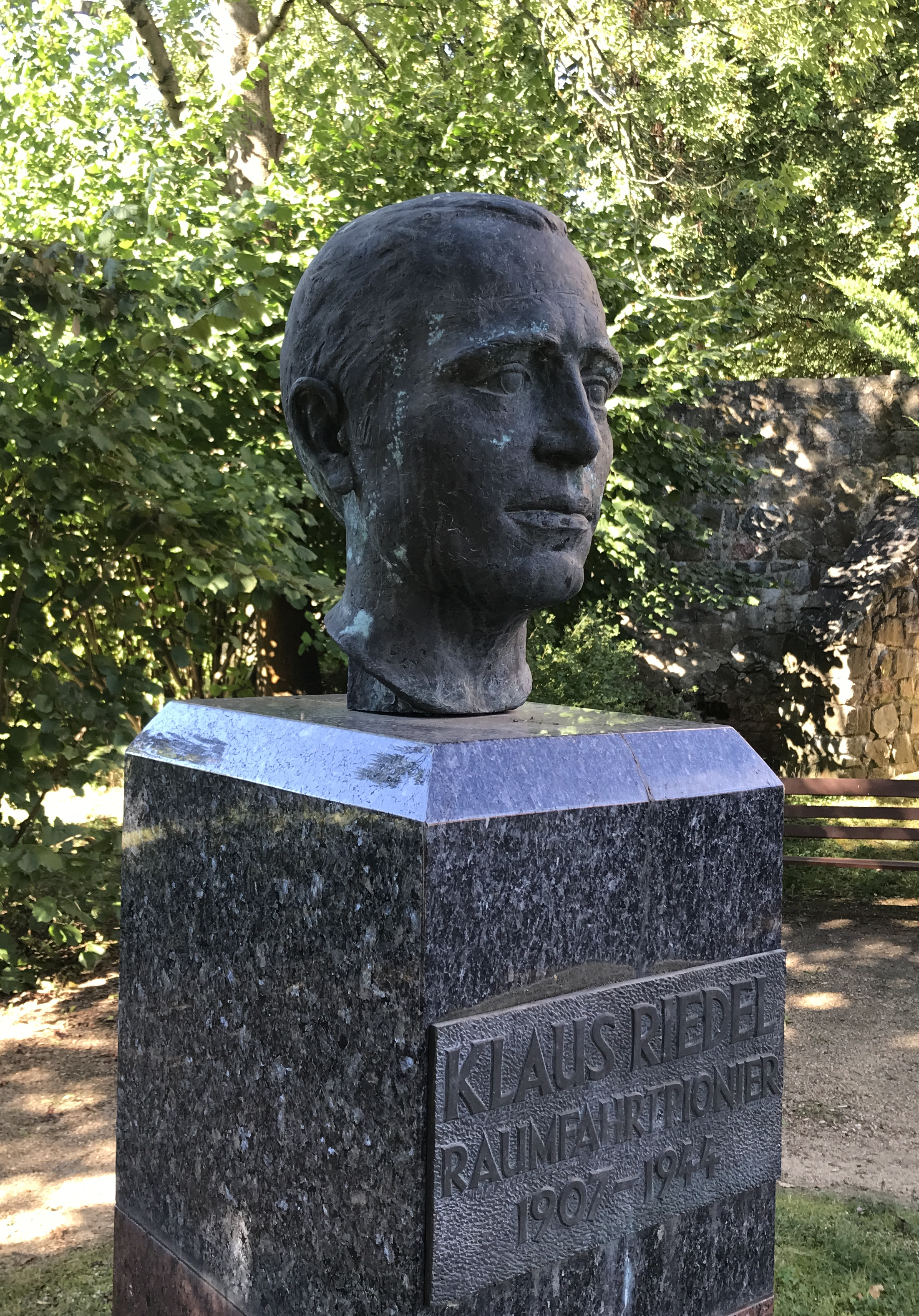
Denkmal des Raketenpioniers Klaus Riedel
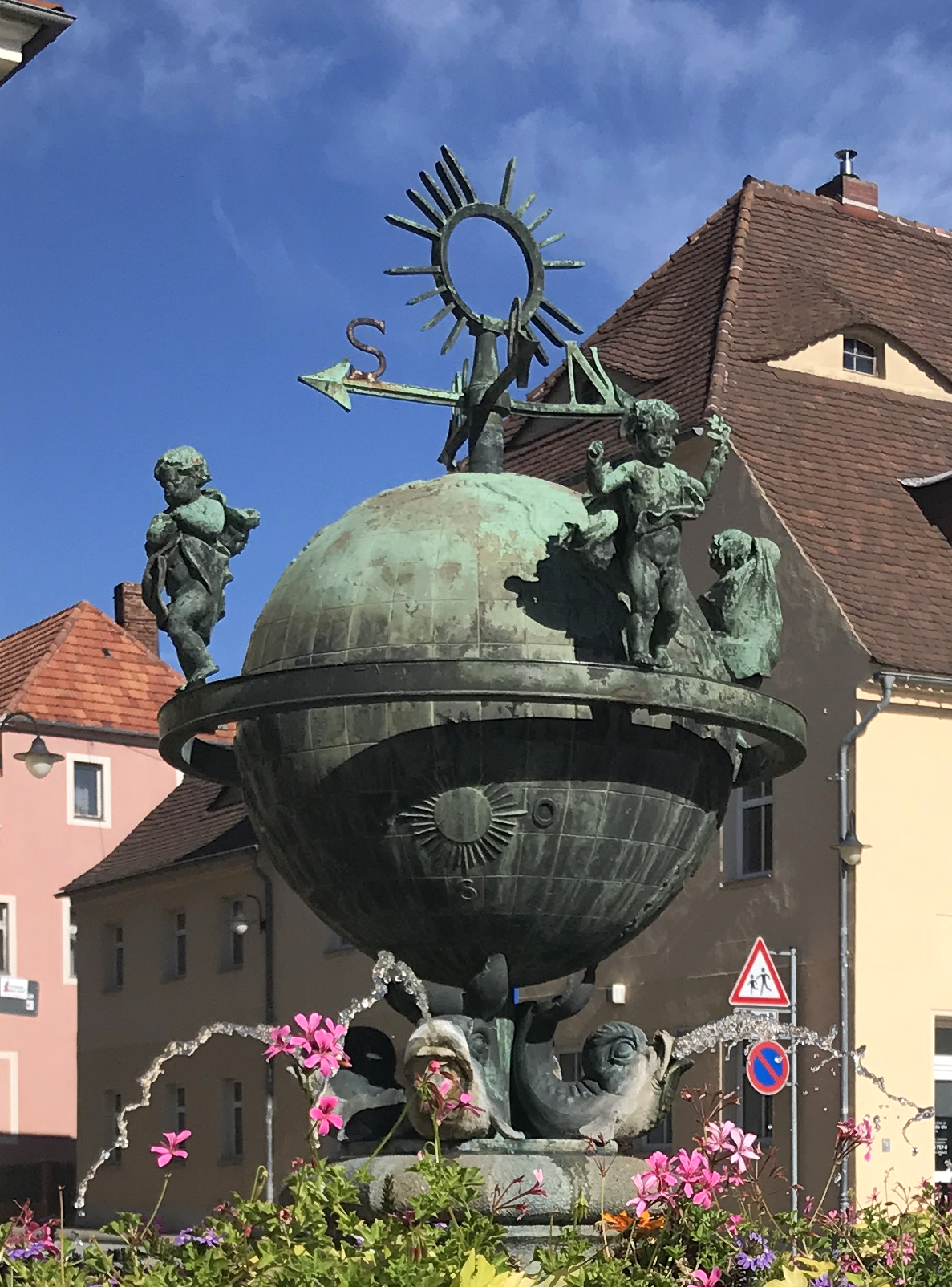
Erdachsenbrunnen auf dem Marktplatz (Detail)

### Regelmäßige Veranstaltungen
- Erdachsenschmieren (Veranstalter: Stadtverwaltung Bernstadt/Freiwillige Feuerwehr Bernstadt)
- Oberlausitzer Oktoberfest in Kemnitz O/L
- Hexenfeuer mit Hexencontest am 30. April in Bernstadt, Kunnersdorf, Dittersbach und Altbernsdorf
- Traktortreffen in Kemnitz (Ende August)
- Reit- und Fahrsportveranstaltungen in Kemnitz und Dittersbach
- zahlreiche Sportveranstaltungen: Handball, Fußball, Volleyball, Badminton, Erdachsenturnen, Gymnastik
- Wettkampf der Feuerwehren unter Flutlicht in Altbernsdorf (im September)
- Rassegeflügelausstellungen (Januar und Oktober)
- Dittersbacher Kirmes (Oktober)
- Fotoausstellung (Januar)

### Freizeit- und Sportanlagen
- Waldbad
- Heimatmuseum
- Stadthaus mit Saal
- Sporthalle Pließnitztal in Kunnersdorf
- Ortschaftszentrum Dittersbach mit Heimatstube
- Ortschaftszentrum Kemnitz mit Kindergarten
- Sport- und Mehrzweckhalle in Dittersbach
- Sportplätze in Bernstadt, Dittersbach und Kemnitz
- Kindergarten in Bernstadt, Kemnitz und Kunnersdorf
- Jugendclub in Kunnersdorf, Altbernsdorf, Dittersbach
- „Berzdorfer See“ Badestrand „Blaue Lagune“

### Naturschutz
- Siehe auch: Liste der Naturdenkmale in Bernstadt a. d. Eigen

## Bildung
- Grundschule Schönau-Berzdorf
- Oberschule „Klaus Riedel“ Bernstadt (Haupt- und Realschule)[14]

## Sicherheit
Die Freiwillige Feuerwehr in Altbernsdorf, Bernstadt (Kunnersdorf), Dittersbach und Kemnitz sorgt für den Brandschutz und die allgemeine Hilfe.

## Persönlichkeiten

### Ehrenbürger
Folgenden Personen wurde das Ehrenbürgerrecht zugesprochen:
- 1849: Carl Friedrich Braeske, Verdienste um die Entwicklung des Tuchhandels und für seine Tätigkeit als Senator (Stadtrat)
- 1864: Karl Theophil Borott, Direktor der Bernstädter Schule von 1823 bis 1867
- 1874 (2. Januar): Adolf Hanspach, Mitglied des Stadtrates
- 1895: Otto von Bismarck
- 1999: Karl-Werner Günzel (* 4. Oktober 1914 in Bernstadt; † 29. März 2013 in Höxter), Maler, Arzt und Schriftsteller, Stifter der Karl-Werner Günzel-Stiftung[16]
- 2002: Peter Schöne (Kunnersdorf a. d. Eigen) Ortschronist seit 1960, Mitbegründer des Heimatmuseums Bernstadt 1986, verstorben 2016

### Söhne und Töchter der Stadt
- Christian Gottlieb Riccius (1697–1784), Rechtswissenschaftler
- Johann Friedrich Polack (1700–1772), Mathematiker
- Abraham Gottlieb Raabe (1764–1845), Klassischer Philologe
- Johann Karl Schmidt (1793–1850), Lehrer, Botaniker, Konservator und Autor
- Gustav Wilhelm Schubert (1801–1877), Jurist und Historiker, Ehrenbürger von Bernstadt
- August Ferdinand Riccius (1819–1886), Dirigent, Komponist, Musikpublizist
- Julius Pfeiffer (1824–1910), Jurist und Politiker (NLP), MdR, MdL (Königreich Sachsen)
- Adolf Klose (1844–1923), Maschineningenieur bei der Sächsischen Staatsbahn
- Herbert Seifert (1907–1996), Mathematiker
- Dietmar Eifler (* 1955), Politiker (CDU), seit 2011 MdL Mecklenburg-Vorpommern

### Weitere Personen, die mit der Stadt in Verbindung stehen
- Johann Mentzer (1658–1734), Pfarrer in Kemnitz (1696–1734), Kirchenlieddichter (1704 „O daß ich tausend Zungen hätte“)
- Adolf Ernst Hensel (1811–1862), deutscher Politiker, Präsident der II. Kammer des Sächsischen Landtags
- Klaus Riedel (1907–1944), Raketenpionier